# گمینا نووه پیکوته
گمینا نووه پیکوته (به لهستانی:  Gmina Nowe Piekuty) یک گمینا در لهستان است که در شهرستان وسوکیه مازوویتسکیه واقع شده‌است. گمینا نووه پیکوته ۱۰۹٫۳۷ کیلومتر مربع مساحت و ۴٬۰۹۰ نفر جمعیت دارد.